# Масонские степени
Степень (или градус) — уровень членства в масонстве. В символическом масонстве есть только три степени: ученик, подмастерье и мастер. Каждая степень соответствует духовному развитию масона и уровню знаний, полученных им в масонской ложе. Для каждой степени есть набор свойственных ей символов и ритуалов масонства.

## Различие между «степенью» и «градусом»

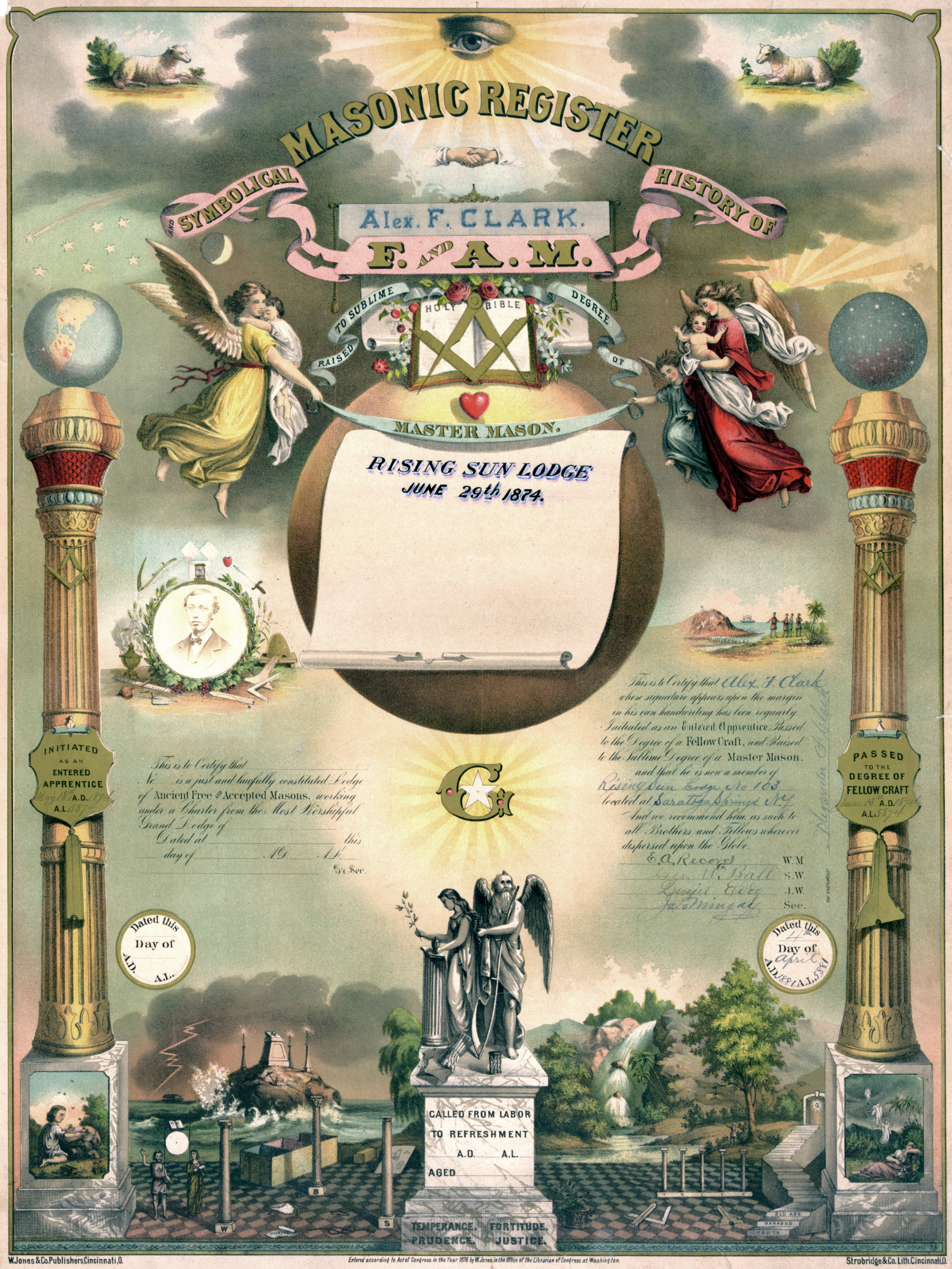
Сертификат мастера-масона 1876 год

Хотя эти два понятия часто путают даже в масонских кругах, они имеют отличия между собой:
Градус присваивается членам ложи.
Степень — это характеристика ложи, которая показывает, масоны какого градуса работают в ложе в данное время.
Например, в ложе, которая работает в ученической степени, работают вместе и ученики, и подмастерья, и мастера, обладатели всех трёх градусов. Однако, когда эта же ложа будет работать в степени мастера, то только обладатели третьего градуса, то есть мастера-масоны будут иметь право находиться в этой ложе.
Также, термин «степень» показывает расположение градуса в иерархии масонского устава. Масонский градус «Рыцарь розы и креста» — это 18 степень Древнего и принятого шотландского устава, 4 орден Французского устава и 2 орден Устава строителей Соломона.

## Три символических градуса
Первые масонские ложи проводили работы только в двух градусах: ученик (принятый ученик) и подмастерье (Fellow Craft). Третий градус, мастера-масона, появился в 1730-х годах. Происхождение его до сих пор неизвестно.
Эти первые три градуса также называются символическими и практикуются в символических ложах, иногда также называемых по-французски — «синими ложами», с ссылкой на частое использование синего цвета в декоре этого типа лож.
В целом, это означает, что всё основное масонство заключено в изначальных трёх градусах. Также, в Англии его часто называют «Ремесленным масонством» (Craft Masonry), а во Франции — «Синим масонством» (Maçonnerie bleue).
Независимость фундаментального символического масонства от последующих дополнительных градусов считается существенным условием для наличия регулярности у большинства масонских великих лож мира.

## Организации дополнительных степеней
Организации дополнительных степеней в масонстве — это структуры, членами которых являются масоны в степени мастера. Основная роль дополнительных градусов, это раскрытие и углубление содержания трёх изначальных градусов, их интерпретация в том или ином направлении, содействие дальнейшему совершенствованию мастеров-масонов. Возникновение первых организаций дополнительных степеней относится к середине XVIII века.
Членство в структурах дополнительных степеней предполагает, как правило, членство и участие в работе символических лож. Дополнительные степени и их управляющие структуры (капитулы, верховные советы) обычно разделены с основными ложами, находящимися под контролем великих лож. Высшие управляющие структуры не решают вопросы членства в ордене (не посвящают в масоны), не присваивают степени вплоть до 3-й, и не претендуют на управление символическими ложами работающими в 3 основных градусах, не могут создавать и регламентировать их деятельность.

## Другие градусы
Английское и американское масонство (иногда его называют в континентальной Европе «англо-саксонским масонством») практикует также дополнительные степени:
В Великобритании, где преобладает Ритуал Эмулейшн, практикуются степени «Марка» и «Королевская арка», которые имеют особый статус. А степень «марки» является дополнением к градусу подмастерья в Шотландии.
В Северной Америке, особенно в масонстве США, практикуется в первую очередь Йоркский устав (часто употребляемое его название в С. А. — Американский устав), имеющий множество «побочных степеней», и который гораздо более независим от символического масонства. Степени находятся в ведении нескольких независимых друг от друга, так называемых «дополнительных органов» и «союзных масонских организаций». Эти степени и организации, которые управляют ими в основном американские и почти совершенно неизвестны за пределами Соединенных Штатов, за исключением «Древнего арабского ордена дворян тайного святилища» (в просторечии Шрайнеры). Среди этих многочисленных организаций, три из них более тесно связаны с ритуалами Йоркского устава:
Генеральный великий капитул: 4 дополнительные степени: марк мастер, непревзойденный мастер, превосходнейший мастер, королевская арка;
Генеральный верховный совет: 3 дополнительные степени: королевский мастер, совершенный мастер, великолепный превосходный мастер);
Рыцарские ордена: 3 дополнительные степени: прославленный орден красного креста, мальтийский орден, орден храма.